# Garanție extinsă
Garanția extinsă, denumită și acord de servicii, contract de servicii sau contract de întreținere, este o garanție prelungită oferită clienților, pe lângă cea standard oferită la achiziționarea produselor noi. Extra-garanția poate fi oferită de administrator, comerciant sau producător. Garanția extinsă reprezintă un cost suplimentar, calculat ca procentaj din prețul de vânzare. Câteodată, unele garanții extinse care sunt achiziționate pe mai mulți ani specifică în scris că dacă produsul se află în primul an de utilizare, clientul trebuie să se adreseze producătorului în cazul defecțiunilor. Astfel, ceea ce este adesea promovat drept perioadă de cinci ani de garanție extinsă reprezintă de fapt o perioadă de patru ani de garanție.
Garanțiile extinse pot avea termeni și condiții care nu se potrivesc celor originali. Spre exemplu, acestea pot prevedea doar defecțiunile mecanice, și nimic mai mult. Printre condițiile de invocare a excepțiilor pot fi regăsite utilizarea produsului în scopuri comerciale, calamitățile naturale și dezastrele, abuzul, și distrugerea din culpă. De asemenea, pot fi excluse din garanție piesele consumabile, care se uzează frecvent, cum ar fi anvelopele sau lubrifiantul auto.
Aceste tipuri de garanții sunt prevăzute pentru diferite produse, automobilele și electronicele fiind exemple comune. Garanțiile care sunt vândute prin retaileri precum Best Buy pot include comisioane de vânzare semnificative, ca urmare a concurenței. De exemplu, o garanție auto de la un dealer auto poate fi subcontractată, iar reparațiile vehiculelor se pot regăsi la un tarif mai mic, fapt care ar putea compromite calitatea serviciilor. În momentul reparației, pot fi percepute costuri suplimentare (cheltuieli din fonduri proprii) pentru serviciile furnizate în afara condițiilor de garanție.

## Privire de ansamblu
Garanția extinsă acoperă defecțiunile electrice sau mecanice și poate include sau nu elementele periferice, uzura fizică și morală normală, pagubele cauzate de virușii informatici, umplerea cu gaz, mentenanța, avariile accidentale sau orice daune indirecte. Majoritatea autorităților de reglementare a asigurărilor au aprobat includerea uzurii normale, deteriorării ca efect al manipulării, remorcării, supratensiunii accidentale și a altor acoperiri în plus față de cele regăsite în garanția standard pentru defectele de fabricație și material. Despăgubirea are ca scop acoperirea costurilor de reparații și poate include înlocuirea produsului în cazul în care reparația este dezavantajoasă din punct de vedere financiar. Este important pentru clienți să citească și să înțeleagă termenii și condițiile oferite în momentul vânzării. În comerțul cu electronice, garanțiile extinse costă de la 20% la 30% din prețul produsului și le oferă asociaților până la 15% comision la unii comercianți cu amănuntul.
Organizațiile de consumatori, cum ar fi Uniunea Consumatorilor, nu recomandă achiziționarea de garanții extinse, cu excepția cazului în care acestea pot fi achiziționate la preț de producător. David Butler, director de comunicare al Uniunii Consumatorilor afirmă că „garanția extinsă este cu siguranță în interesul companiilor pentru că dacă produsul achiziționat se defectează, clientul va fi mulțumit în de-ajuns pentru a-și cumpăra altul nou, deși de cele mai multe ori nu este în cel mai bun interes al său decât dacă poate fi achiziționat la un cost suplimentar scăzut.” Uniunea Consumatorilor spune că doar două tipuri de produse merită garanție extinsă: proiectoarele TV și camerele digitale. Ambele sunt costisitoare și necesită reparații frecvente.

## Garanția extinsă auto
O garanție extinsă auto este un contract de servicii între proprietarul unui vehicul și un furnizor de garanții auto, acesta din urmă fiind producătorul original sau un terț. Toate mașinile noi vin cu o garanție care acoperă reparațiile pe o anumită perioadă și un anumit număr de kilometri, spre exemplu pe 3 ani și 60.000 de kilometri. Garanția auto nu acoperă, în general, actele de vandalism sau furt, loviturile sau urmele de lovituri, coroziunea cauzată de sare, dezastrele naturale și cele legate de fenomenele naturale, daunele cauzate de spălare sau întreținere.
La momentul vânzării, dealerii auto le pot vinde cumpărătorilor garanția extinsă oferită de însuși producătorul. Când acea perioadă de garanție expiră, consumatorii au posibilitatea de a achiziționa o garanție extinsă de la un terț, care nu reprezintă o prelungire a termenilor și condițiilor furnizate în garanția originală, ci mai degrabă un contract nou, furnizat de o parte terță. Potrivit Automobile Protection Association (APA), care publică „Lemon-Aid Car Buyer's Guide”, garanțiile extinse sunt o idee bună numai dacă vizează elementele care se pot defecta în perioada de garanție. Garanția extinsă auto oferă adesea alte avantaje, care nu sunt incluse, în general, în garanția oferită de producător, cum ar fi asigurarea de călătorie și asistența rutieră.

## După regiune

### Provincia canadiană Québec
Conform codului civil Québec și „Loi sur la protection du consommateur”, fiecare comerciant este responsabil de respectarea garanției legale a unui produs. Această garanție legală protejează consumatorul de defecțiuni ascunse în mod intenționat, de setări standard care nu au putut fi identificate la momentul achiziționării, garantează că produsul achiziționat poate fi folosit în scopurile precizate și, de asemenea, garantează o durată de viață rezonabilă a produsului. Această garanție supraviețuiește chiar și atunci când cumpărătorul inițial vinde produsul unei alte persoane. Comerciantul nu poate cere consumatorului să plătească vreo taxă de orice natură sau de transport pentru a putea primi garanția legală. Autoritatea Națională pentru Protecția Consumatorului din Québec nu ia o anumită poziție față de garanțiile extinse. Cu toate acestea, se recomandă consumatorilor să fie vigilenți și să se întrebe dacă garanția extinsă vizează într-adevăr ceva nou față de prevederile garanției legale. În cele din urmă, s-a subliniat faptul că numărul de consumatori care acționează în instanță împotriva comercianților care nu aplică legea garanției este aproape proporțional cu numărul de consumatori care acționează împotriva comercianților pentru nerespectarea garanției extinse.

### Statele Unite Ale Americii
În Statele Unite ale Americii, garanțiile extinse sunt reglementate drept „contracte de servicii” de multe organizații care se ocupă cu asigurările de stat. Contractele de servicii pot acoperi automobilele, bunurile de consum (cum ar fi electrocasnicele, electronicele, echipamente de grădinărit etc...) și locuințele. Structura de reglementare necesită licențierea sau înregistrarea furnizorilor de garanții, reglementarea solvenței financiare și declarațiile contractului de servicii de consum.  „Furnizorii” serviciilor de garanție solicită licențierea sau înregistrarea, și apoi își vând produsele, de obicei într-un punct de vânzare, spre exemplu, într-o reprezentanță auto sau la un magazin de electronice. Unele companii, cum ar fi After, Inc, SquareTrade și Warranty Direct vând produsele direct consumatorilor. În Statele Unite, există un tip de garanție extinsă numit contract de servicii auto, care este de obicei stabilită de stat ca asigurare. În iulie 2010, California a emis un ordin de interdicție către mai multe societăți care vindeau asigurări ilegal în stat; corporațiile au invocat faptul că nu comercializau asigurări pentru că contractele necesitau ca anumiți aditivi să fie folosiți. 
Consiliul Industriei Contractelor de Servicii a fost fondat de către Frederick D. Schaufeld în 1988 și este o asociație comercială a membrilor industriei.

### Regatul Unit al Marii Britanii
Piața garanțiilor extinse a fost supusă mai multor investigații. În 2002, Oficiul Comerțului a decis că auto-reglementarea industriei nu era eficientă și a transmis cazul spre Comisiei de Concurs. Aceasta a concluzionat că piața nu a acționat în interesul consumatorilor. Biroul de Consiliere a Cetățenilor și-a exprimat îngrijorarea despre vânzarea greșită a garanțiilor extinse. Oficiul Comerțului a investigat piața garanțiilor din nou și a publicat o analiză a pieței Arhivat în 16 august 2013, la Wayback Machine. în 2012. Au concluzionat că piața din Marea Britanie valorează aproximativ 1 miliard de lire pe an. Din această sumă de £1 miliard se estimează că 75% dintre oameni nu compară prețurile înainte de a achiziționa o garanție extinsă.

## Legături externe
- Consumer Information on extended warranties for cars
- Extended Warranties, page on the BBC UK website
- Contractual Liability Insurance ￼for Service Contracts